# Rybnický rajon

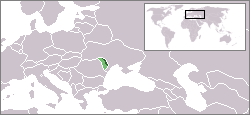
Podněstří na mapě Evropy (tmavě zelená)

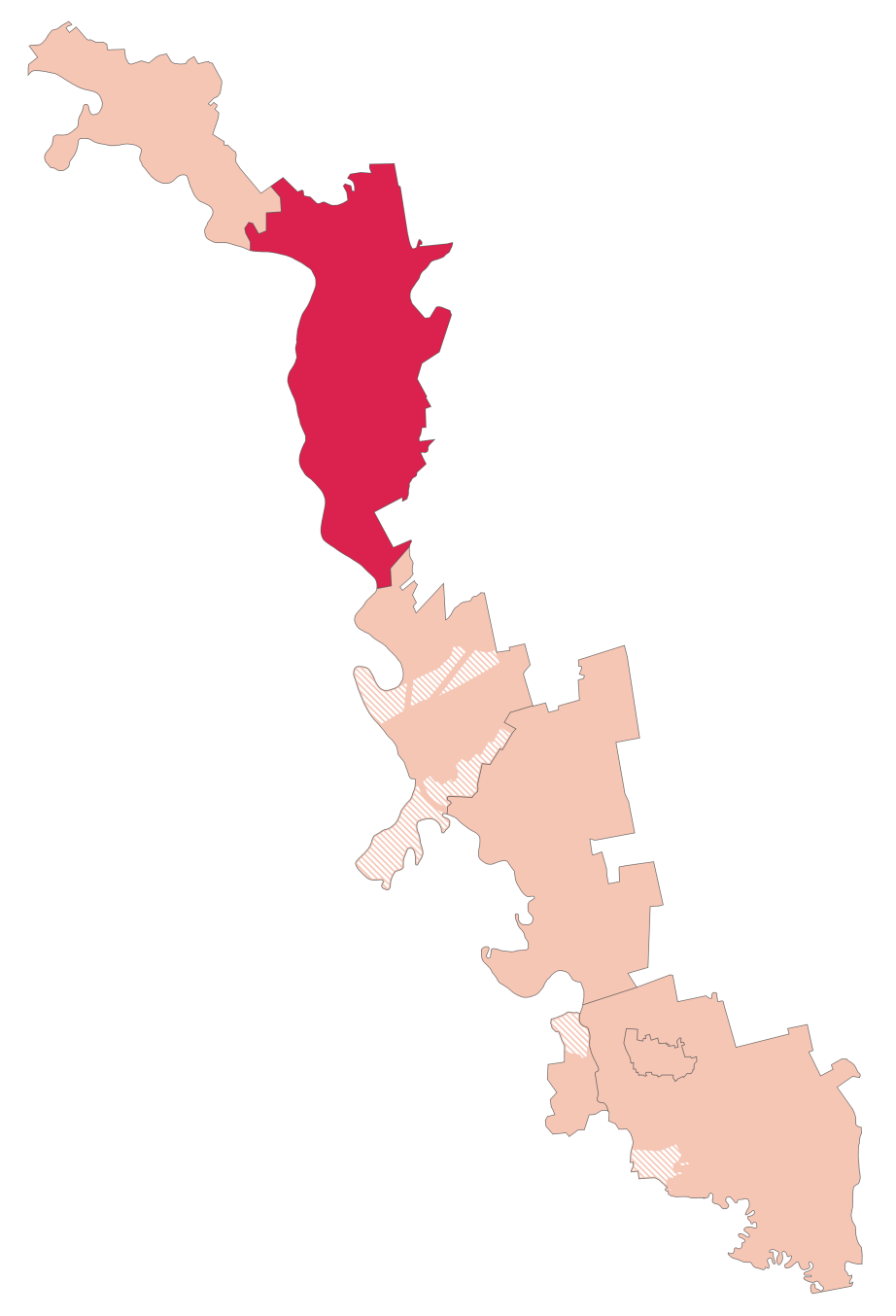
Rybnický rajon na mapě Podněstří

Rybnický rajon (rusky Рыбницкий район, ukrajinsky Рибницький район, moldavsky Районул Рыбница/Raionul Rîbnița) je jeden ze sedmi správních celků mezinárodně neuznané Podněsterské moldavské republiky. Administrativním centrem je město Rybnica. Rajon sousedí na severu a jihu s Kamenským a Dubossarkým rajonem Podněstří, na východě s Ukrajinou, západní hranici s Moldavskem tvoří řeka Dněstr. Rozloha rajonu činí 850,2 km². Z pohledu Moldavska, jehož je de iure území součástí, Rybnický rajon jako samostatná správní jednotka neexistuje, ale jedná se o součást Autonomní územně správní jednotky se zvláštním statusem Podněstří.

## Obyvatelstvo
Dle sčítání lidu z roku 2004 žije na území Rybnického rajonu 82 699 obyvatel, z toho 45 % Ukrajinců, 30 % Moldavanů, 17 % Rusů, 0,6 % Poláků a 0,6 % Židů.

## Obce
Rybnický rajon tvoří město Rybnica a 47 obcí, které jsou po správou 22 selsovětů (místních rad):
- Andrejevka (Андреевка, Andreevca)
  - Pykalovo
  - Šmalena
- Beloči (Белочи, Beloci)
- Bolšoj Molokiš (Большой Молокиш, Molochişul Mare)
- Brošťany (Броштяны, Broşteni)
- Butučany (Бутучаны, Butuceni)
- Garaba (Гараба, Haraba)
- Gidirim (Гидирим, Ghidirim)
- Jeržovo (Ержово, Hîrjău)
  - Novaja Michajlovka
  - Saraceja
- Kolbasna (Колбасна, Cobasna)
  - Suchaja Rytnica
  - Železniční stanice Kolbasna
- Krasněňkoje (Красненькое, Crasnencoe)
  - Dimitrova
  - Ivanovka
- Lenino (Ленино, Lenin)
  - Pěrvomajsk
  - Poběda
  - Stanislavka
- Michajlovka (Михайловка, Mihailovca)
- Mokra (Мокра, Mocra)
  - Bessarabka
  - Ševčenko
  - Zaporožec
- Ploť (Плоть, Plopi)
- Popenki (Попенки, Popencu)
  - Kirovo
  - Vladimirovka
  - Zozuljany
- Sovětskoje (Советское, Sovetscoe)
  - Vasiljevka
- Strojency (Строенцы, Stroieşti)
- Ulma (Ульма, Ulmu)
  - Malaja Ulma
  - Lysaja Gora
- Vadul-Turkuluj (Вадул-Туркулуй, Vadul Turcului)
  - Malyj Molokiš
- Voronkovo (Воронково, Vărăncău)
  - Buski
  - Geršunovka
- Vychvatincy (Выхватинцы, Ofatinţi)
  - Novaja Žizň
- Žura (Жура, Jura)

- Poznámka: České přepisy jmen obcí vycházejí z ruských názvů. Dle podněsterských zákonů mají status oficiálních názvů jména obcí v ruštině, ukrajinštině a moldavštině psané cyrilicí, podle moldavských zákonů jsou oficiální názvy pouze v moldavštině psané latinkou. U sídel selsovětů jsou v závorce uvedeny názvy v ruštině a moldavštině psané latinkou.